# 極速秒殺
《机械师》（英語：The Mechanic）是一部於2011年上映的美國動作電影，由賽門·衛斯特執導，傑森·史塔森和班·佛斯特所主演，於2011年1月28日在美國和加拿大上映。本片翻拍自1972年麥可·韋納執導的電影《龍虎鐵金剛》，為已故動作演員查理士·布朗遜與詹-麥可·文生主演。續集為《机械师2》。

## 劇情
故事敘述一名職業殺手亞瑟·畢夏（傑森·史塔森飾）是職業殺手中的「機械師」，所謂「機械師」，是武藝高強、槍法神準，更重要的是心思縝密，在殺完人後會將死者看起來像意外、自殺或被盜匪搶劫身亡的模樣，以避免警方的追捕。
劇情一開始，老闆迪恩（東尼·高德溫飾）通知亞瑟自己的恩師哈利（唐納·蘇德蘭飾）背叛組織，因為一次任務中好幾個機械師遇害，迪恩懷疑是哈利告密而派遣亞瑟去清理門戶，亞瑟誘導哈利到了他佈置好的現場時，哈利放棄了抵抗，還幫助亞瑟做好自己被劫車的搶匪開槍打死的假象，所以亞瑟心懷愧疚。
後來亞瑟為了這份愧疚之意，收了哈利的兒子史提夫（班·佛斯特飾）為弟子，並帶著史提夫出任務，在亞瑟的栽培之下，儘管史提夫過於自大屢次違背亞瑟的旨意，但史提夫也逐漸變為一個技藝高妙，手法俐落的「機械師」。
而某次任務結束後發現一名同公司的機械師，在先前的報告提到他被人殺害，看到對方還活著的亞瑟於是跟上對方得知真相，真正背叛公司的是迪恩，而發現真相的哈利原本打算公開卻被迪恩先下手為強，先給對方一筆錢殺害其他機械師然後偽裝自己已死的假象並避風頭，然後欺騙亞瑟暗殺哈利，突然對方跟亞瑟大打出手反被亞瑟推出窗外讓他出車禍被撞死。之後迪恩也想派人殺害亞瑟，但亞瑟展開激烈的反擊，終於與史提夫合作無間地殺了元兇迪恩。
史提夫先前替亞瑟收拾東西時無意發現到父親的槍，才瞭解到殺害父親的是亞瑟，難忘殺父大仇的史提夫打算要殺死亞瑟報仇，而在史提夫拿東西時亞瑟發現到哈利的槍在史提夫身上，知道他已瞭解真相，即使亞瑟看在哈利的面子上希望能跟史提夫盡釋前嫌，但後者還是在加油站加油時引爆了亞瑟的汽車，正當史提夫暗自竊喜時回到亞瑟的家中打開了亞瑟不准他動的音響也駕駛亞瑟不准他開的車，並在車上發現亞瑟在車上留給他的字條，在史提夫不以為然之時車子和房子突然發生爆炸，順勢炸死了史提夫。原來亞瑟早已提防史提夫，瞭解到他自大性格後早已先下手為強在音響和跑車上安裝炸彈。而在加油站，監視器拍下亞瑟從車上逃出的畫面，而亞瑟搭上另一台車揚長而去。

## 演員
- 傑森·史塔森飾演亞瑟·畢夏（Arthur Bishop）
- 班·佛斯特 飾 史提夫·麥肯納（Steve McKenna）
- 東尼·高德溫飾演迪恩·桑德森（Dean Sanderson）
- 唐納·蘇德蘭飾演哈利·麥肯納（Harry McKenna）
- 傑夫·蔡斯飾演布魯克（Burke）[3]
- 約翰·麥康諾飾演安德魯·沃恩（Andrew Vaughn）
- 米妮·安頓飾演莎菈（Sarah）
- 斯圖亞特·格里爾飾演拉爾夫（Ralph）

## 製作
艾爾文·溫克勒和羅伯特·查托夫打算1972年的電影《龍虎鐵金剛》重啟。《綜藝》雜誌報導，2009年2月的柏林影展宣布獲得重啟的版權；三個月後宣布，由賽門·衛斯特執導與傑森·史塔森主演。2009年10月，班·佛斯特和唐納·蘇德蘭加入本片與史塔森一起參與演出。主要拍攝於10月14日在路易斯安那州的紐奧良進行歷時九週的拍攝。拍攝地點包括聖坦曼尼堂區、紐奧良世界貿易中心與艾爾及爾海鮮市場。

## 發行

### 評價
爛番茄基於156位專業影評人持有53％的新鮮度，平均得分5.6／10。Metacritic根據35條評論，得分49（滿分100）。
羅傑·艾伯特從四顆星之中給了電影二顆星，「這讓觀眾透露出已接受噪音和動作，它是做得這麼好讓人們幾乎忘了問，為什麼它要這樣做」。

### 票房
由CBS電影公司發行並定於2011年1月28日在美國和加拿大上映。在前一週於第四十五屆超級盃上發布狀況來看，以男性觀眾反應較好。
在美國和加拿大，電影票房首週1140萬美元，兩國票房為2910萬美元，其他地區為1670萬美元，全球總計超過5100萬美元。

## 續集
2014年11月，由德國導演丹尼斯·甘塞爾執導續集，傑森·史塔森將回歸飾演亞瑟·畢夏，定於2016年推出。